# Peter Magyar
Peter Magyar (Boedapest, 16 maart 1981) is een Hongaars politicus en advocaat. Magyar presenteerde zich als een radiale vernieuwer, al wordt hij ook wel als conservatief-populistisch gekenmerkt.  
Hij kondigde in maart 2024 aan een eigen politieke partij op te richten. Dat werd Tisztelet és Szabadság; Partij voor Respect en Vrijheid, kortweg Tisza.

## Biografie
Magyar werd geboren in Boedapest. Hij studeerde rechten aan de Pázmány Péter universiteit in Boedapest. Hij is een voormalig lid van de Fidesz-partij. Hij werkte jaren lang als diplomaat namens Hongarije bij de Europese Unie in Brussel.
In de Hongaarse politiek heeft Magyar zich gepositioneerd als een uitdager van de langdurige politieke dominantie van premier Viktor Orbán en zijn Fidesz-partij. Magyar kwam in februari 2024 landelijk in de schijnwerpers toen hij Antal Rogan, de kabinetschef van Orbán, beschuldigde van het verspreiden van propaganda. Zijn acties werden verder benadrukt door de publicatie van een geluidsopname op YouTube en Facebook, waarop Magyar en Orbáns voormalige minister van Justitie, Judit Varga te horen zijn, met wie Magyar eerder getrouwd was. Op de opname wordt gedetailleerd beschreven hoe medewerkers van Rogan hebben geprobeerd bewijsmateriaal in een corruptieonderzoek te laten verdwijnen.
Deze gebeurtenissen vonden plaats tegen de achtergrond van groeiende onvrede onder de Hongaarse bevolking over verschillende aspecten van het huidige regeringsbeleid. De betrokkenheid van Magyar bij de publieke protesten en zijn aankondiging om een nieuwe politieke partij op te richten, lijken in te spelen op deze toenemende maatschappelijke ontevredenheid. Hij presenteert zichzelf niet alleen als een alternatief voor Orbán, maar ook als een alternatief voor de verdeelde oppositiepartijen in Hongarije.
De opkomst van Magyar en zijn plannen om een nieuwe politieke beweging te creëren, signaleerde een potentieel significante verschuiving in de Hongaarse politiek, waarbij nieuwe spelers proberen het politieke landschap te hervormen en meer keuzemogelijkheden te bieden aan de kiezers.
In juni 2024 werd Magyar de uitdager van premier Orbán bij de Europese verkiezingen. Hij positioneerde zichzelf als een 'Derde Weg', een alternatief naast Orbán en de oppositie. Magyar en Obán delen veel standpunten: ze zijn kritisch over de EU en tegen levering van wapens aan Oekraïne. Magyar is tegen pluralisme en democratie; hij streeft ernaar de enige leider te zijn omdat hij beweert te weten wat ‘het volk’ wil. Daarmee profileert hij zich als een nieuwe Orbán, een conservatieve populist. Magyar verwierf snel veel steun door het dalende vertrouwen van de Hongaarse bevolking in Orbán en het falen van de oppositie. De traditionele oppositie was kwetsbaar voor Orbáns propaganda, terwijl Magyar daar veel minder gevoelig voor was door dezelfde populistische taal en tactieken te hanteren als Fidesz.
De Europese parlementsverkiezingen betekende de politieke doorbraak van Magyar. Zijn partij kreeg uit het niets 31 procent van de stemmen. Daarmee overtrof het de peilingen. Ondanks zijn grote succes bij deze verkiezingen is Magyar, die vooral vooruitkijkt naar de Hongaarse parlementsverkiezingen in 2026 en zelf niet naar Brussel gaat, nog geen bedreiging voor Orbáns machtspositie. Tisza haalde vooral stemmen weg bij de andere oppositiepartijen, niet zozeer bij Fidesz-kiezers.

## Privéleven
Magyar was tussen 2006 en 2023 getrouwd met Judit Varga en heeft drie kinderen.